# Tapando el hueco
Tapando el hueco es el octavo álbum de estudio de la orquesta de salsa colombiana Niche, publicado el 20 de septiembre de 1988 mediante el sello discográfico Zeida Records. Las canciones "Nuestro sueño", "Cómo podré disimular", "Brilla el sol", "Las mujeres están de moda" y "El amor vendrá" fueron éxitos radiales y contribuyeron a aumentar la popularidad del Grupo Niche en América Latina, especialmente en países como Perú y Venezuela. Este disco marca oficialmente el inicio del sonido romántico y la nueva esencia del Grupo Niche hasta la actualidad.

## Antedecentes
El 25 de diciembre de 1987, previo a la inauguración de la Feria de Cali, muchos músicos consideraban que Jairo Varela no les pagaba lo justo por el éxito que trajo consigo el tema Cali Pachanguero, por lo que proponen que se les cumpla los precios que ellos planteaban o de lo contrario abandonarían la orquesta. Esta situación no es bien recibida por Jairo Varela, quien al no estar de acuerdo, les dice que si desean irse no los detendría. Los músicos que dejaban Niche ese mismo día fueron: Alejandro Longa, Manuel Potes, Pacho García, Héctor Viveros, Oswaldo Ospino y Fabio Espinoza Jr., quien sería el director musical de la Orquesta Internacional Los Niches, agrupación formada meses más tarde por estos mismos músicos.
No obstante, los 3 integrantes que se quedan en Niche fueron: Tito Gómez, César Monges "Albóndiga" y Álvaro Cabarcas. Este último es encargado por Jairo Varela para reclutar nuevos músicos y darle un nuevo sonido a Niche. Así llegaron a la agrupación Diego Galé, su hermano Jaime "Jimmy" Galé, lván Sierra y Raúl Umaña. Cabarcas también convocó a Moris Jiménez, Víctor Rivera y Manuel Cortés.

## Grabación y composición
Álvaro Cabarcas, en busca de un sonido romántico y no tan folklórico como venía haciendo la orquesta desde sus inicios, propone a Jairo un sonido que llegue al público más joven para así lograr un alcance internacional. A continuación la historia de algunos temas:

### Nuestro sueño
Es el tema que se puso al inicio del álbum y que fue la última seleccionada, ya que sería la representante del nuevo sonido que identifique a Niche. La letra original fue hecha por Jairo Varela, quien le había escrito el tema a su primera esposa. Jairo le canta la letra a Álvaro, quien encantado sentía que ese era el tema que le faltaba al disco, por lo que se le encarga a Álvaro  Cabarcas y César Monges darle música al tema. Después de varias maquetas desechas, Álvaro imagina la introducción del tema con violines, pero no se tenía el instrumento en ese momento, por lo que simula el sonido con el piano. Jairo después de varias demos y arreglos, selecciona el tema como el número 1 del disco.

### Cómo podré disimular
Escrito inicialmente en balada para Ramón Marino Restrepo por Jairo Varela, inspirado también en su primera esposa. La idea de traerla a salsa fue porque Jairo Varela vio en una presentación que la pareja de Tito Gómez observaba la presentación de la orquesta, mientras que Tito intentaba ignorarla por la lejanía y problemas que tenían en ese momento. Jairo Varela modifica y agrega letra a su vieja composición basado en el episodio romántico de Tito. Por lo que Tito Gómez, muy identificado con el tema, sentía una pena enorme durante los primeros conciertos donde presentó el tema, llegando a derramar lágrimas al finalizar la canción.

### Mi Valle del Cauca
Escrito por Jairo Varela como homenaje al Valle del Cauca. Para no olvidar de mencionar a ninguna ciudad, Jairo se apoyó en un mapa y mientras escribía el tema iba recorriendo el mapa de todos los municipios. La letra va dirigida a quienes se encuentran lejos y esperan algún día volver.

## Carátula y título
El título de "Tapando el hueco", fue inspirado en alusión de que Jairo Varela continuó con la orquesta a pesar de que la mayoría de sus músicos decidieron dejar la agrupación. Por lo que según sus palabras "...había que seguir".
En la carátula se presenta una imagen en blanco y negro donde aparecen caricaturas de Jairo Varela, Tito Gómez, César Monges "Albóndiga" y Álvaro Cabarcas "Pelusa", como constructores, reparando una casa de madera; haciendo alusión a que los cuatro continuarían con nuevos integrantes y nuevo sonido.

## Lista de canciones
Todas las letras escritas por Jairo Varela, toda la música compuesta por Álvaro Cabarcas y Jairo Varela. 
| Lado A |                        |               |          |  |
| N.º    | Título                 | Intérprete(s) | Duración |  |
| 1.     | «Nuestro sueño»        | Tito Gómez    | 5:41     |  |
| 2.     | «Cómo podré disimular» | Tito Gómez    | 4:42     |  |
| 3.     | «Tapando el hueco»     | Tito Gómez    | 5:37     |  |
| 4.     | «María Concepción»     | Tito Gómez    | 5:26     |  |

| Lado B |                             |               |          |  |
| N.º    | Título                      | Intérprete(s) | Duración |  |
| 1.     | «Las mujeres están de moda» | Tito Gómez    | 5:11     |  |
| 2.     | «Mi valle del Cauca»        | Tito Gómez    | 5:06     |  |
| 3.     | «El amor vendrá»            | Tito Gómez    | 4:57     |  |
| 4.     | «Brilla el sol»             | Jairo Varela  | 5:06     |  |

## Créditos

### Músicos
- Bajo: Johnny Torres, "Cachao"
- Bongó: Iván Sierra
- Cantantes: Tito Gómez, Jairo Varela
- Congas: Diego Galé
- Coros: Tito Gómez, César Monges, Jairo Varela, Moris Jiménez, Álvaro Cabarcas
- Güiro y maracas: Diego Galé, Jairo Varela
- Piano: Álvaro Cabarcas
- Timbal: Jaime Galé
- Trombón 1: César Monges
- Trombón 2: Moris Jiménez
- Trombón 3: Jimes
- Trompeta: Luis Aquino

### Producción
- Arreglos, mezcla y dirección musical: Jairo Varela[4]
- Producción ejecutiva: Juan Rodríguez, Jairo Varela
- Ingeniero de sonido: Carlos Díaz Granados
- Transcripción y armonización: César Monges
- Arte y diseño: Manny Morell